# Rodrigo Delgado
Rodrigo Javier Delgado Mocarquer (La Ligua, 13 de junio de 1974) es un psicólogo y político chileno, descendiente de inmigrantes palestinos, miembro del partido Unión Demócrata Independiente (UDI). Desde noviembre de 2020 hasta marzo de 2022, ejerció como ministro del Interior y Seguridad Pública de su país, actuando bajo el segundo gobierno del presidente Sebastián Piñera.
Anteriormente, se desempeñó como alcalde de la comuna de Estación Central durante tres periodos consecutivos, desde 2008 hasta 2020.

## Biografía

### Primeros años de vida
Nació en la comuna chilena de La Ligua, es hijo de Jorge Delgado Toro Mazote y de Eliana Mocarquer Mucarquer, vivió su infancia junto a su familia en dicha localidad de la región de Valparaíso. Su madre es descendiente de inmigrantes palestinos radicados en Chile. Su hermana Paola, de profesión periodista—, se desempeñó como jefa de prensa del exalcalde de la comuna de Vitacura Raúl Torrealba.
Realizó sus estudios secundarios, ingresando en 1986 en el Colegio Árabe de Santiago; luego continuó los superiores ingresando a la Facultad de Psicología de la Universidad Nacional Andrés Bello, graduándose como psicólogo en 1999. Cursó además, postítulos en responsabilidad social empresarial de la Universidad de Chile, excelencia en servicios municipales y de gestión de gobiernos locales, ambos en la Universidad del Desarrollo (UDD).

### Relaciones, matrimonio e hijos
Hacia 2011, en su labor como alcalde, entabló una relación con Nicole Nef, hija del exfutbolista Adolfo Nef y, que en ese momento realizaba la práctica profesional como relacionadora pública en la Municipalidad de Estación Central. Contrajeron matrimonio el 19 de octubre de 2014; a la ceremonia, realizada en un centro de eventos de Santa Martina, llegaron 280 invitados, entre los que figuraban Sebastián Piñera y su cónyuge, Cecilia Morel, y figuras de la farándula como Maura Rivera.
Con su cónyuge tiene tres hijos: Mariano y María Gracia (mellizos) y un tercero. Aficionado del fútbol, es hincha del Club Deportivo Palestino. En ese ámbito, el 28 de abril de 2022, en la «Junta Ordinaria de Accionistas» de dicho club, fue elegido como uno de los directores de la institución.

### Trayectoria profesional
Realizó su práctica profesional en el Centro Juvenil Opción de la comuna de Cerro Navia. Más tarde, trabajó en el Centro Juvenil de la comuna de Lampa en un proyecto de prevención social.
En 2000, asumió como director de la Dirección de Desarrollo Comunitario de la Municipalidad de Estación Central, durante la alcaldía de Gustavo Hasbún, donde se mantuvo durante ocho años.

## Carrera política

### Inicios
Durante su vida estudiantil, recuerdan excompañeros de curso, que «aunque era cercano a las ideas de derecha, poco le atraía la política partidista». Gustavo Hasbún solía invitarlo a reuniones de la Juventud de Renovación Nacional (JRN) en las comunas de Vitacura y Las Condes, donde él entonces militaba. Delgado fue a un par de esos encuentros, sin mucho entusiasmo. Finalmente, a inicios de la década de 2000 se unió a la Unión Demócrata Independiente (UDI). De ideas liberales, no se ha involucrado activamente en la vida partidaria de la UDI y se ha mantenido alejado de las «camarillas y de las pugnas intestinas», de la colectividad.

### Alcalde de Estación Central
Fue elegido como alcalde de Estación Central, comuna del Gran Santiago, luego de postularse a la alcaldía en las elecciones municipales de 2008, para el periodo edilicio 2008-2012. Paralelamente, en esta gestión organizó varios eventos y actos en la comuna a los que asistió el candidato de centroderecha Sebastián Piñera, de cara a la elección presidencial del 2009, en la que resultó electo (periodo 2010-2014). Para la elección presidencial de 2013, realizó la misma labor comunal, en la campaña de la candidata de su partido, Evelyn Matthei.
Fue reelegido en las de elecciones municipales de 2012 y de 2016, sirviendo tres periodos en total, por lo que no pudo buscar la reelección por un cuarto periodo tras la vigencia de la Ley 21.238, que limitó los periodos consecutivos de alcaldes y concejales. Desde 2019 fue vicepresidente de la Asociación Chilena de Municipalidades (AChM) y en abril de 2020 asumió como presidente de dicha asociación, sucediendo a José Miguel Arellano, entonces alcalde de la comuna de Padre Hurtado.

### Ministro de Estado
Sin embargo no terminó su periodo pues, el 4 de noviembre de 2020 renunció a la alcaldía de Estación Central, para asumir el mismo día como ministro del Interior y Seguridad Pública, en el marco del segundo gobierno del presidente Sebastián Piñera, luego de la renuncia de Víctor Pérez Varela a dicho cargo el día anterior, a causa de una acusación constitucional.
A fines del 2020 fue invitado por el Ministerio de Salud (Minsal), para integrar la Mesa Social COVID-19, creada para enfrentar dicha pandemia en el país.
Durante su gestión en la repartición, afrontó la crisis migratoria en el Norte de Chile, destacándose diversas modificaciones a la Ley de Migraciones, así como también la creación del Servicio Nacional de Migraciones (Sermig), entidad sucesora del Departamento de Extranjería y Migración (DEM), que permitió la reconducción de personas extranjeras a países vecinos. En febrero de 2022, tras el asesinato de Byron Castillo debió enfrentar diversas movilizaciones del gremio de camioneros en la Región de Antofagasta. Dejó el cargo el 11 de marzo de 2022, con el término del gobierno de Piñera.

## Controversias

### Gestión edilicia
Durante su gestión edilicia, la Municipalidad de Estación Central otorgó permisos de edificación a la inmobiliaria Placilla SpA, que fueron declarados ilegales por el Tribunal Constitucional, ya que contravienen la normativa del Ministerio de Vivienda y Urbanismo que imposibilita la "edificación continua" en una zona que no tiene límite de altura.
Tras una investigación de cinco años, la Contraloría General de la República (CGR) concluyó en 2021 que había incurrido en irregularidades durante su periodo como edil, dando por establecida su responsabilidad administrativa. El informe se basó en los viajes que dos concejales hicieron a Europa en 2016 para supuestamente realizar capacitaciones, los que según la institución no tuvieron justificación. Contraloría también cuestionó la contratación por trato directo de un proveedor que realizó piezas gráficas para el municipio en 2016, las que resaltaban el nombre y rostro del alcalde en época de campaña electoral.

## Historial electoral
| Año  | Tipo                        | Territorio          | Pacto                   | Partido | Votos   | %     | Resultado            |
| ---- | --------------------------- | ------------------- | ----------------------- | ------- | ------- | ----- | -------------------- |
| 2008 | Municipales                 | Estación Central    | Alianza por Chile       | UDI     | 21 404  | 36.25 | Alcalde              |
| 2012 | Municipales                 | Estación Central    | Coalición por el Cambio | UDI     | 22 170  | 46.51 | Alcalde              |
| 2016 | Municipales                 | Estación Central    | Chile Vamos             | UDI     | 15 431  | 48.63 | Alcalde              |
| 2023 | Consejeros constitucionales | 7.ª circunscripción | Chile Seguro            | UDI     | 261 933 | 6.66  | No elegido Consejero |